# Paroreomyza
Paroreomyza är ett fågelsläkte i familjen finkar inom ordningen tättingar: Släktet omfattar tre arter som förekommer i Hawaiiöarna, varav en är utdöd och ytterligare en möjligen utdöd:
- Oahu-alauahio (P. maculata) – möjligen utdöd
- Kakawahie (P. flammea) – utdöd
- Maui-alauahio (P. montana)